# Wright R-2600 Twin Cyclone
O Wright R-2600 Cyclone 14 (também conhecido como Twin Cyclone) foi um motor radial aeronáutico desenvolvido pela Curtiss-Wright e amplamente utilizado em aeronaves nas décadas de 1930 e 1940.

## History
Em 1935, a Curtiss-Wright iniciou os trabalhos em uma versão mais potente de seu bem sucedido R-1820 Cyclone 9. O resultado foi o R-2600 Twin Cyclone, com 14 cilindros em duas linhas. O R-2600-3 de 1.600 hp foi originalmente projetado para o C-46 Commando (sendo instalado no protótipo CW-20A) e também era a escolha original para o F6F Hellcat; uma pequena mudança (que não pararia a produção) no CW-20A, e mais tarde em Abril de 1942 para o segundo XF6F-1, levou à adoção do motor Pratt & Whitney R-2800 de 2.000 hp em seu lugar em ambos os aviões. O Twin Cyclone foi utilizado em várias aeronaves importantes projetadas nos Estados Unidos para a Segunda Guerra Mundial, incluindo o A-20 Havoc, B-25 Mitchell, TBF Avenger, SB2C Helldiver, e o PBM Mariner.
Mais de 50.000 motores R-2600 foram produzidos nas fábricas em Paterson (Nova Jérsei), and Cincinnati (Ohio).

## Variantes
- R-2600-1 - 1,600 hp (1,194 kW)
- R-2600-3 - 1,600 hp (1,194 kW)
- R-2600-6 - 1,600 hp (1,194 kW)
- R-2600-8 - 1,700 hp (1,268 kW)
- R-2600-9 - 1,700 hp (1,268 kW)
- R-2600-12 - 1,700 hp (1,268 kW)
- R-2600-13 - 1,700 hp (1,268 kW)
- R-2600-19 - 1,600 hp (1,194 kW), 1,660 hp (1,237 kW)
- R-2600-20 - 1,700 hp (1,268 kW), 1,900 hp (1,420 kW)
- R-2600-22 - 1,900 hp (1,420 kW)
- R-2600-23 - 1,600 hp (1,194 kW)
- R-2600-29 - 1,700 hp (1,268 kW), 1,850 hp (1,380 kW)
- GR-2600-A5B - 1,500 hp (1,118 kW), 1,600 hp (1,194 kW), 1,700 hp (1,268 kW)
- GR-2600-A71 - 1,300 hp (969 kW)
- GR-2600-C14 - 1,750 hp (1,304 kW)

## Aplicações

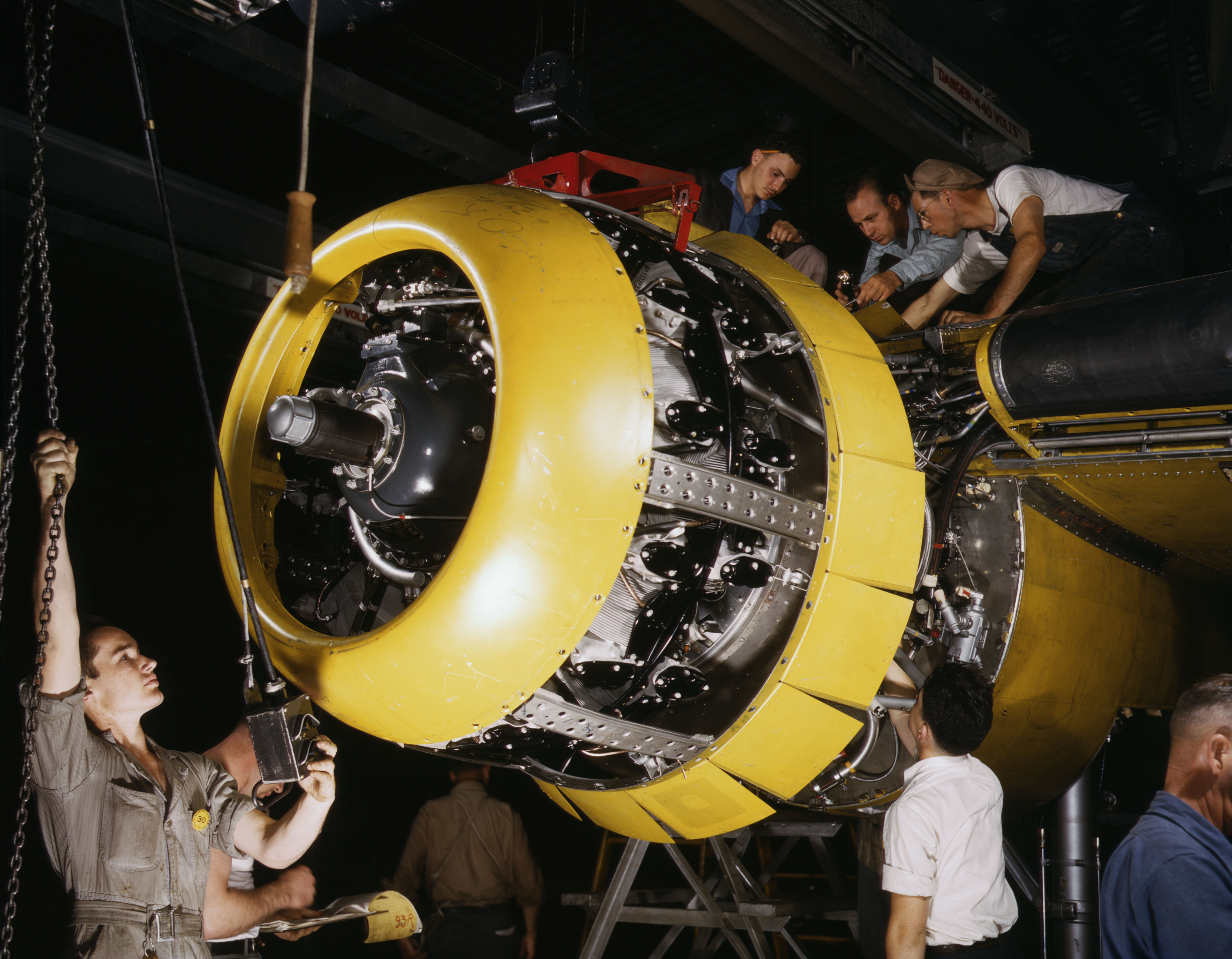
Wright R-2600 Cyclone sendi instalado em um North American B-25 Mitchell, na North American Aviation em Inglewood, Califórnia

- Boeing 314 Clipper
- Brewster SB2A Buccaneer
- Curtiss SB2C Helldiver
- Douglas A-20
- Douglas B-23 Dragon
- Grumman TBF Avenger
- Lioré et Olivier LeO 451
- Martin Baltimore
- Martin PBM Mariner
- Miles Monitor
- North American B-25 Mitchell
- Vultee A-31 Vengeance